# Mora (rzeka)
Mora (niem. Moor Wasser) – potok w północnych Czechach (Śląsk Czeski) i południowej Polsce (województwo opolskie) – prawy dopływ Białej Głuchołaskiej.
W Czechach nazywa się Kunětička. 
Źródło w północno-wschodnim krańcu Górach Złotych w pobliżu Nizkiej hory (502 m n.p.m.). Przepływa przez Przedgórze Paczkowskie (czes. Žulovská pahorkatina). Uchodzi do Białej Głuchołaskiej między Morowem a Białą Nyską.
Główne dopływy: Maruszka i Długosz (Morowa, Morawa).
Mora płynie przez miejscowości: Supíkovice, Velké Kunětice, Sławniowice, Burgrabice, Biskupów, Markowice, Iława, Morów.